# Mostra de Venise 1961
La Mostra de Venise 1961 s'est déroulée du 20 août au 3 septembre 1961.

## Jury
- Filippo Sacchi (président, Italie), Leo Arnchtam (URSS), Gian Gaspare Napolitano (Italie), Giulio Cesare Castello (Italie), Jean de Baroncelli (France), John Hubley (É.-U.), Leopoldo Torre-Nilsson (Argentine).

## Palmarès
- Lion d'or pour le meilleur film : L'Année dernière à Marienbad d'Alain Resnais
- Coupe Volpi pour la meilleure interprétation masculine : Toshirô Mifune pour Le Garde du corps (Yojimbo) d'Akira Kurosawa
- Coupe Volpi pour la meilleure interprétation féminine : Suzanne Flon pour Tu ne tueras point de Claude Autant-Lara